# Stanley Hathaway
Stanley Knapp Hathaway (Osceola (Nebraska), 19 juli 1924 - Cheyenne (Wyoming}, 4 oktober 2005) was een Amerikaans politicus. Hij was van 1967 tot 1975 de 27e gouverneur van Wyoming en in 1975 een paar maanden minister van Binnenlandse Zaken onder president Gerald Ford.

## Levensloop
Hathaways' ouders waren Robert Knap en Lily Koehler. Zijn moeder overleed toen Stanley twee was. Hij werd geadopteerd door een nicht, Velma, en haar man Franklin Earl Hathaway. Het gezin verhuisde naar een boerderij in Huntley in Wyoming.
Hathaway volgde de middelbare school in Huntley en studeerde vervolgens een korte periode aan de Universiteit van Wyoming, voordat hij zich in april 1942 bij het US Army Air Corps. Hathaway volgde een opleiding tot radio-operator en boordschutter en werd ingedeeld bij de 401e Bombardementgroep, waarvoor hij vijfendertig missies vloog boven Duitsland en Frankrijk. In de herfst van 1944 tijdens een missie richting Frankfurt am Main schoten de Duitsers Hathaways vliegtuig neer. Het lukte de bemanning om het vliegtuig in Frankrijk aan de grond te zetten. Met hulp van het Franse verzet keerde Hathaway terug naar de geallieerde linies.
Na zijn terugkeer in de Verenigde Staten studeerde Hathaway aan de Universiteit van Nebraska en behaalde een bachelor in de rechten. Na zijn afstuderen verhuisde Hathaway naar Torrington in Wyoming en opende daar een eigen advocatenkantoor.
Hathaway diende van 1954 tot 1962 als openbaar aanklager in Goshen County. In 1962 werd hij gekozen als voorzitter van de Republikeinen in Goshen County. In 1966 deed Hathaway met succes een gooi naar het gouverneurschap van de staat Wyoming. Als gouverneur voerde hij veel nieuwe milieuwetgeving in die de kwaliteit van lucht en water moest verbeteren. Ook zette Hathaway in om het trekken van meer toeristen naar de staat. Aan de grondwet van de staat Wyoming werd een amendement toegevoegd waardoor er een belasting van anderhalf procent op delfstoffen kwam. Die belastingopbrengst gaat in een fonds. Het geld dat uit het fonds komt mag nooit worden aangeraakt, maar de opbrengst uit het fonds vloeit naar de staatskas. 
Na zijn vertrek als gouverneur in 1975 droeg president Gerald Ford Hathaway voor als nieuwe minister van Binnenlandse Zaken. Door gezondheidsproblemen stapte Hathaway naar een paar maanden al weer op. Na zijn terugkeer in Wyoming startte hij met een aantal anderen een eigen advocatenkantoor. Ook zat hij in de besturen van verschillende bedrijven.

## Persoonlijk
Hathaway was getrouwd met Roberta Harley, met wie hij twee dochters kreeg.